# Elisabeth Lindner
Elisabeth Lindner (* Juni 1994 in Arnsberg bei Kipfenberg) ist eine deutsche Geigerin.

## Leben
Elisabeth Lindner wurde im Juni 1994 im bayerischen Arnsberg bei Kipfenberg als Tochter von Musikern geboren. Ab ihrem fünften Lebensjahr erhielt sie Geigenunterricht. Frühe Lehrer waren Gabriele Hirte und Igor Loboda aus Ingolstadt. Von 2008 bis 2013 war sie Schülerin von Jorge Sutil in München. Weitere musikalische Anregungen konnte sie auf dem Rotary-Hochbegabten-Musikkurs bei Andreas Lehmann, Meisterkursen bei Gerhart Darmstadt und Jorge Sutil sowie Kursen bei Hiro Kurosaki, Michaela Girardi, Leonhard Roczek und Milan Milojicic gewinnen. Neben ihrer musikalischen Ausbildung schloss sie 2012 ihre schulische Laufbahn am Eichstätter Gabrieli-Gymnasium mit dem Abitur ab.
Von 2013 bis 2017 studierte Elisabeth Konzertfach Violine am Mozarteum in Salzburg bei Martin Mumelter und Lavard Skou-Larsen. Lindner hat parallel Betriebswirtschaft an der Fachhochschule Salzburg studiert und 2020 ihr Masterstudium erfolgreich an der Ostbayerischen Technischen Hochschule in Regensburg abgeschlossen. Außerdem war sie Stipendiatin der Studienstiftung des deutschen Volkes und erhielt Leistungsstipendien vom Mozarteum und von der Fachhochschule Salzburg.

### Orchester und Solistin
Während ihrer Schulzeit war die Musikerin Mitglied mehrerer Orchester, etwa des Bundesjugendorchesters, des VBW-Festival-Orchesters und der Neuen Philharmonie München. Konzerte unter namhaften Dirigenten führten sie nach Frankreich, Luxemburg und Italien. Solistisch war sie bereits mit mehreren Orchestern zu hören, wie zum Beispiel mit dem Ingolstädter Kammerorchester und der Bad Reichenhaller Philharmonie mit dem Violinkonzert von Camille Saint-Saëns.

## Preise
- 2006–2008: 1. Preise bei den Lions-Kammermusikwettbewerben
- 2006–2012: Preise bei Jugend musiziert
- 2010: Bundespreis für Violine solo
- 2012: Bundespreis für Klavier und ein Streichinstrument mit Jonas Aumiller (Klavier)[1]
- 2012: Solistenpreis der Neuen Liszt-Stiftung in Weimar